# 小行星1055
小行星1055（1055 Tynka）是一颗围绕太阳公转的小行星。1925年11月17日，埃米爾·布查爾（Emil Buchar）在阿尔及尔发现了此天体。
該小行星以布查爾的母親廷卡（Tynka）命名。
这颗小行星的绝对星等为11.99等。